# 리투아니아 공산당
리투아니아 공산당(리투아니아어: Lietuvos komunistų partija, 러시아어: Коммунистическая партия Литвы)은 리투아니아 소비에트 사회주의 공화국의 유일 합법 정당이자 집권당으로, 1918년에 리투아니아의 공산당 조직의 세포로 창설되었다. 1991년 리투아니아 소비에트 사회주의 공화국 연방이 붕괴하고 리투아니아 신정권의 정책으로 당 활동이 전면 불법화되며 해산되었다.

## 역사
리투아니아 공산당은 1920년부터 1940년까지 불법적으로 일하고 있었다. 1922년 리투아니아 의회 선거에 노동자 단체라는 이름으로 참여하기도 했다. 5.0%의 득표율(또는 약 40,000표)을 얻고 5명의 구성원을 선출하는 데 성공했다. 정치적 불안정으로 세이마스는 해산되었고 1923년 새로운 선거가 치러졌다. 이번 선거에서 그 정당은 지지율의 절반을 잃었다.
1940년 소련 공산당과 합당하였고, 리투아니아 소비에트 사회주의 공화국이 성립될 때까지 리투아니아 공산당(LKP)은 안타나스 스니에치쿠스가 이끌었다. 1940년, 리투아니아 공산당은 CPSU(b)에 합병되었다. 리투아니아 공산당의 영토 조직은 볼셰비키(LKP)(b))로 불렸다. 리투아니아 영토 조직에서는 당 중앙위원회 제1서기(항상 리투아니아인)가 사실상 국가의 통치자였다. 소련 시대의 가장 중요한 두 번째 비서는 모스크바가 임명한 러시아인이었다. 1952년 옛 리투아니아당의 당명이 다시 채택되었다.
1989년 12월 24일 리투아니아에서 소련에 반대하는 노래 혁명이 일어나자 소련 공산당으로부터 독립하였다. 1990년, CPL의 본부는 리투아니아 민주노동당으로 개편되었고, 2001년에는 리투아니아 사회민주당과 합당하였다.
소련 공산당이 소련으로부터 독립을 선언한 후, 소수 정당은 소련 공산당에 충성했고, 미콜라스 부로케비치우스가 이끄는 리투아니아 공산당으로 재편되었다. 이 정당은 1991년 1월 리투아니아에서 열린 사건에서 중요한 역할을 했으며, 국가 구국 위원회의 창설을 주도했다. 1991년 8월 23일 리투아니아 공산당은 금지되었다. 이 정당은 리투아니아에서 불법으로 남아 있으며, 겐나디 주가노프가 이끄는 소련 공산당(UCP-CPSU)에 소속되어 있다.